# Rhampholeon platyceps
Espèce
Synonymes
- Brookesia platyceps carri Loveridge, 1953
- Rhampholeon platyceps carri (Loveridge, 1953)

Statut de conservation UICN

 EN B1ab(ii,iii,v)+2ab(ii,iii,v) : En danger
Rhampholeon platyceps est une espèce de sauriens de la famille des Chamaeleonidae.

## Répartition
Cette espèce vit au Malawi où elle se rencontre dans les monts Mulanje et les monts Mchese, et dans la province de Zambézie (Mozambique)..

## Publications originales
- Günther, 1893 "1892" : Report on a collection of reptiles and batrachians transmitted by Mr. H. H. Johnston, C. B., from Nyassaland. Proceedings of the Zoological Society of London, vol. 1892, p. 555-558 (texte intégral).
- Loveridge, 1953 : Herpetological results of the Berner-Carr entomological survey of the Shire Valley, Nyasaland. Quarterly Journal of the Florida Academy of Sciences, vol. 16, no 3, p. 139-150 (texte intégral).